# بورخا غونزاليز
بورخا غونزاليز توماس (بالإسبانية: Borja González Tomás) وهو لاعب كرة قدم إسباني ولد في يوم 25 أغسطس 1992 في مدينة مدريد عاصمة إسبانيا وهو يلعب بمركز الهجوم ويبلغ طوله 191 سم ولعب حاليا لصالحة نادي الدرجة الثانية ريال سرقسطة كما سبق له اللعب في اندية ديبورتيفو لاكورونيا وأتلتيكو مدريد ومع ريال مورسيا.

## روابط خارجية
- بورخا غونزاليز على موقع الاتحاد الدولي (مؤرشف)  (الإنجليزية)
- بورخا غونزاليز على موقع قاعدة بيانات كرة القدم.إي يو (الإنجليزية)
- بورخا غونزاليز على موقع Soccerbase.com (لاعب) (الإنجليزية)
- بورخا غونزاليز على موقع Soccerway.com (الإنجليزية)
- بورخا غونزاليز على موقع عالم كرة القدم.نت (الإنجليزية)
- بورخا غونزاليز على موقع كووورة
- بورخا غونزاليز على موقع AS.com (الإسبانية)